# Fédération algérienne de football
Pour les articles homonymes, voir FAF.
La Fédération algérienne de football (arabe : الاتحاد الجزائري لكرة القدم), couramment abrégé en FAF est une association regroupant les clubs de football d'Algérie et organisant les compétitions nationales et les matchs internationaux de la sélection d'Algérie. Fondée en 1962, elle est affiliée à la FIFA depuis 1963 et membre de la CAF depuis 1964.

## Historique

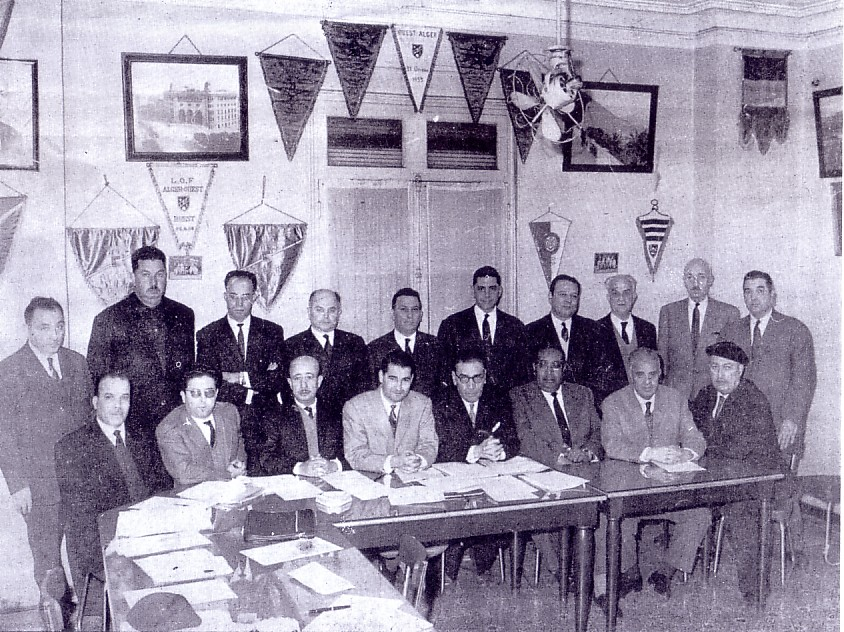
Réunion constitutive de la FAF, 21 octobre 1962

La Fédération algérienne de football (FAF) est fondée le 21 octobre 1962. Au cours de cette réunion fondatrice, tout le système footballistique en Algérie est repensé, on garde les principales ligues de région et on les renomme Région Ouest (ex Ligue d'Oran), Région Centre (ex Ligue d'Alger) et Région Est (ex Ligue de Constantine). D'autres parts on désigne les couleurs officielles de la sélection nationale (le rouge, le blanc et le vert), mais également du projet d'affiliation de la FAF à la FIFA comme en témoigne le document ci-dessous.
Création : 21 octobre 1962

1er Conseil d'Administration :

Président: Me Mohand Amokrane Maouche.

1er vice-Président: M. Hamid Kassoul (Blida).

Vice-Président: Ahmed Djaout (Alger), Benamar (Oran), Lefgoun (Constantine).

Trésorier général: M. Lekehal (Alger).

Secrétaire général provisoire (sans voix): M. Wendel.

Membres: MM. Takarli, Bensiam, Zaïbek, Benhoura, Benkahla, Hassen Khodja, Boutebila, Ouhibi.

## Palmarès des équipes nationales

### Équipes masculines
- Équipe d'Algérie de football A

Tournois internationaux
Compétitions intercontinentales :
Coupe du monde :
- Coupe du monde de la FIFA
  - 1er Tour (avec 2V et 1D) (1982)
  - 1er Tour (avec 1N et 2D) (1986)
  - 1er Tour (avec 1N et 2D) (2010)
  - 8e de final (avec 1V, 1N et 2D) (2014)

Jeux Méditerranéens :
- Jeux méditerranéens en football
  -  Médaillé d'Or de football des Jeux Méditerranéens (1975)
  -  Médaillé d'Argent de football des Jeux Méditerranéens (1993)
  -  Médaillé de Bronze de football des Jeux Méditerranéens (1979)
- Coupe afro-asiatique des nations
  -  Médaillé d'or de la Coupe afro-asiatique des nations en 1991

Compétitions arabes :
- Jeux Arabes en football
  -  Médaillé de Bronze de football aux Jeux Arabes (Maroc 1985)
  -  Troisième de la Coupe de Palestine (Irak 1972)
  -  Troisième de la Coupe de Palestine (Libye 1973)

Tournois continentaux
Compétitions africaines :
- Coupe d'Afrique des nations de football
  -  Médaillé d'Or de la Coupe d'Afrique des nations 1990 (Algérie) et 2019 (Egypte)
  -  Finaliste de la Coupe d'Afrique des nations (Nigeria 1980)
  -  Troisième de la Coupe d'Afrique des nations (Côte d'Ivoire 1984)
  -  Troisième de la Coupe d'Afrique des nations (Maroc 1988)
  - Quatrième de la Coupe d'Afrique des nations en 1982 (Libye) et 2010 (Angola)
- Jeux panafricains en football
  -  Médaillé d'or de football des Jeux panafricains (Alger 1978)

- Équipe d'Algérie de football A'

Tournois internationaux
Coupe arabe des nations de football :
- Médaillé d'or de football à la Coupe arabe de la FIFA 2021 organisée au Qatar.

Tournois continentaux
Compétitions africaines :
- Championnat d'Afrique des nations
  -  Finaliste du Championnat d'Afrique des nations en 2022.

- Équipe d'Algérie olympique de football

Tournois internationaux
Compétitions intercontinentales :
Jeux olympiques :
- Tournoi olympique de football
  - Meilleur Résultat : Quart de Finaliste en 1980

Tournois continentaux
Compétitions africaines :
Union nord-africaine de football :
- Tournoi de l'UNAF (sélections olympique)
  -  Médaillé d'or de football 2007 et 2010

- Équipe d'Algérie des moins de 23 ans de football

Tournois Continentaux
Compétitions africaines :
Coupe d'Afrique des nations des moins de 23 ans
- Finaliste en Coupe d'Afrique des nations des moins de 23 ans 2015

- Équipe d'Algérie de football des moins de 20 ans

Tournois Internationaux
Compétitions intercontinentales :
Coupe du monde de football des moins de 20 ans
- Coupe du monde de la FIFA U-20
  - Meilleur Résultat : Quart de Finaliste en 1979

Tournois Continentaux
Compétitions africaines :
Coupe d'Afrique des nations junior
- Coupe d'Afrique des nations U-20
  -  Médaillé d'Or de la Coupe d'Afrique des nations U-20 (1979)
  -    Troisième de la Coupe d'Afrique des nations U-20 (1981, 1983 et 1989)

- Équipe d'Algérie des moins de 18 ans de football

Jeux Méditerranéens :
- Meilleur Résultat : 1er Tour en 2018

- Équipe d'Algérie de football des moins de 17 ans

Tournois internationaux
Compétitions intercontinentales :
Coupe du monde de football des moins de 17 ans
- Coupe du monde de la FIFA U-17
  - Meilleur Résultat : 1er Tour en 2009

Championnat arabe de football des moins de 17 ans
- Championnat arabe U-17
  - Meilleur Résultat :  en 2022

Tournois continentaux
Compétitions africaines :
Coupe d'Afrique des nations des moins de 17 ans
- Coupe d'Afrique des nations U-17
  -  Finaliste de la Coupe d'Afrique des nations U-17 (Algérie 2009)

Union nord-africaine de football
- Tournoi de l'UNAF U17
  -  Médaillé d'Or du Tournoi de l'UNAF-U17 en 2006, 2008, 2012,2021

### Équipes féminines
- Équipe d'Algérie féminine

Tournois régionaux
Compétitions nord africaines
- Tournoi de l'UNAF
  -  Vice-championne en 2009.

Compétitions arabes
- Championnat arabe
  -  Vainqueur en 2006.

Tournois continentaux
Compétitions africaines
- Jeux africains
  -  Médaillé de bronze lors des Jeux africains en 2011

## Image et identité

### Logos

Ancien logo
Ancien logo
Logo actuel (avec wordmark)
Logo actuel (sans wordmark)
Logo actuel (sans wordmark)
Logo actuel (utilisé sur le site officiel de la FAF et ses réseaux sociaux)
Logo actuel (utilisé sur le site officiel de la FAF et ses réseaux sociaux)

## La direction
- Président de la Fédération algérienne de football : Walid Sadi[3]
- Membres du Bureau fédéral : Ahmed Kharchi, Abdelkader Bouteiba, Djamil Ould Amar, Radhwane Negadi, Mohamed Amine Mesloug, Lahcène Tombouktou, Rachid El Jakani, Mourad Meziane, Nacer Chareb, Karim Kaced, Alaâ Edine Aissani, Ali Melik, Imad Amissi[4].
- Vice-présidents : Mohamed Amine Mesloug et Nacer Chareb[5].
- Secrétaire général de la FAF : Nadir Bouzenad[6]
- Président de la Commission des finances : Djamil Ould Amar[5]
- Responsable Médias/Communication :
- Président de la Commission des affaires juridiques : Radhwane Negadi[5]
- Directeur technique national : Ali Moucer[6]
- Entraîneur sélection masculine : Vladimir Petković
- Entraîneur sélection féminine : Farid Benstiti
- Entraîneur sélection U20 : Vacant?
- Entraîneur sélection U17 : Vacant?
- Chargé de la prospection des jeunes talents établis à l’étranger : Abdelhalim Himour
- Commission Arbitres :
  - Président de la Commission fédérale d’arbitrage (CFA)[7] :
  - Directeur technique national de l’arbitrage (DTNA) : Mehdi Abid Charef[7]
  - Directeur du développement de l’arbitrage (DDA) :

## Historique des présidents
| #  | Président                 | Période                        | Note                                                                                |
| -- | ------------------------- | ------------------------------ | ----------------------------------------------------------------------------------- |
| 1  | Dr Mohand Maouche (1)     | oct. 1962 - juill. 1964        | -                                                                                   |
| 1  | Dr Mohand Maouche (2)     | juill. 1964 - oct. 1969        | Réélu                                                                               |
| 2  | Mustapha Benouniche       | oct. 1969 - juill. 1973        | -                                                                                   |
| 3  | Amar Benadouda            | juill. 1973 - mai 1975         | -                                                                                   |
| 4  | Abdenour Bekka            | août 1975 - janv. 1978         | -                                                                                   |
| 5  | M. Kara-Terki             | janv. 1978 - oct. 1980         | -                                                                                   |
| 6  | B. Hadj Sekkal            | nov. 1980 - nov. 1982          | -                                                                                   |
| 7  | Omar Kezzal (1)           | nov. 1982 - avril 1984         | -                                                                                   |
| 8  | Issad Dhomar              | mai 1984 - avril 1986          | -                                                                                   |
| 9  | M'Hamed Mekirèche         | avril 1986 - juill. 1987       | -                                                                                   |
| 10 | Belaïd Lacarne            | sept. 1987 - oct. 1988         | -                                                                                   |
| 11 | Rachid Mekhloufi          | oct. 1988 - fév. 1989          | -                                                                                   |
| 12 | Si Mohamed Baghdadi       | fév. 1989 - juin 1989          | Bureau provisoire                                                                   |
| -  | Omar Kezzal (2)           | juill. 1989 - nov. 1992        | -                                                                                   |
| 13 | Réda Abdouche             | nov. 1992 - sept. 1993         | Pas de président, intérim assuré par le SG                                          |
| 14 | Mouldi Aïssaoui           | sept. 1993 - juill. 1994       | -                                                                                   |
| 15 | Rachid Harraïgue          | juill. 1994 - janv. 1995       | -                                                                                   |
| 16 | Larbi Brik                | janv. 1995 - avril 1996        | élu par le Bureau fédéral                                                           |
| 17 | Saïd Amara                | avril 1996 - juin 1996         | élu par le Bureau fédéral                                                           |
| 18 | Rabah Manseur             | 21 juin - 28 août 1996         | Comité provisoire                                                                   |
| 19 | Mohamed Laïb              | août 1996 - déc. 1996          | -                                                                                   |
| 20 | Mohamed Beghoura          | déc. 1996 - sept. 1997         | Comité provisoire des Présidents de Ligues                                          |
| 21 | Saïd Bouamra              | sept. 1997 - nov. 1997         | Bureau provisoire                                                                   |
| 22 | Mohamed Diabi             | nov. 1997 - juin 1999          | élu par un Bureau fédéral de 16 membres                                             |
| 23 | Benaoumeur Berrahal       | juill. 1999 - août 1999        | élu par un Bureau fédéral de 8 membres : le mandat le plus court à ce jour (1 mois) |
| 24 | Hacene Chikh              | août 1999 - avril 2000         | Comité provisoire                                                                   |
| -  | Omar Kezzal (3)           | août 2000 - août 2001          | -                                                                                   |
| 25 | Mohamed Raouraoua (1)     | nov. 2001 - janv. 2006         | -                                                                                   |
| 26 | Hamid Haddadj             | janv. 2006 - fév. 2009         | -                                                                                   |
| -  | Mohamed Raouraoua (2)     | 16 fév. 2009 - 7 mars 2013     | Seul candidat élu par l'AG                                                          |
| -  | Mohamed Raouraoua (3)     | 7 mars 2013 - 27 février 2017  | réélu par l’Assemblée Générale : le mandat le plus long à ce jour (+ de 7 années)   |
| 27 | Kheïreddine Zetchi        | 20 mars 2017 - 15 avril 2021   | Seul candidat, élu à l'unanimité                                                    |
| 28 | Charaf-Eddine Amara       | 15 avril 2021 - 7 juill. 2022  | Seul candidat,                                                                      |
| 29 | Djahid Abdelwahab Zefizef | 7 juill. 2022 - 16 juill. 2023 | Intérim                                                                             |
| 30 | Walid Sadi                | 21 sept. 2023                  | Seul candidat                                                                       |

Plus de 25 personnes ont eu à diriger la FAF. Omar Kezzal a été le seul à « avoir du souffle » pour partir et revenir à 3 reprises en l’espace de près de 20 années. Mohamed Raouraoua a aussi quitté pour revenir 4 ans plus tard. La FAF est restée 11 mois sans personne pour la présider, entre 1992 et 1993. Une autre période, de 1996 à 1997 fut, en revanche, très « agitée » : 6 responsables différents en 19 mois, d’avril 1996 à Novembre 1997. Une crise telle qu’elle avait entraîné l’intervention de la FIFA, laquelle voulait faire respecter le principe de l’élection des responsables par une Assemblée générale régulière, en vue de mettre fin aux immixtions des pouvoirs publics. Le mandat le plus court (1 mois) fut celui exercé en 1999 par Benaoumeur Berrahal.
Après quatre ans à la tête de la FAF, Kheïreddine Zetchi ne peut se présenter à sa propre succession, et ce, en raison de sanctions dont il a écopé de la part de la Ligue de football professionnel ainsi que de la Confédération africaine de football. C'est dans ce contexte particulier que l'Assemblée générale élective du 15 avril 2021 intronise Charaf-Eddine Amara en tant que nouveau président de la Fédération. Ce dernier, seul en lice, est présenté comme un « candidat de consensus » bien que son profil de novice dans le milieu du football ne fasse pas l'unanimité.
Le 31 mars 2022, à la suite de l'élimination de l'Algérie lors du dernier tour des qualifications pour la Coupe du monde organisée au Qatar en fin d'année, Charaf-Eddine Amara anime une conférence de presse durant laquelle il annonce sa démission du poste de président. Il désigne, après la tenue le jour même d'une réunion extraordinaire du Bureau fédéral, le vice-président Mohamed Maouche afin d'assurer l'intérim jusqu'à l'élection d'un nouveau président à la tête de la Fédération algérienne de football.
Cependant, quelques jours plus tard, le 3 avril, constatant que plusieurs membres du Bureau fédéral ne comptaient pas démissionner avec lui, Amara revient sur sa décision et reprend les commandes de la FAF à titre « provisoire » jusqu'à la tenue de la prochaine Assemblée générale,. Il engage dans la foulée une bataille interne afin d'obliger les autres membres du BF à présenter leur démission,, et parvient notamment à en écarter deux, Mouldi Aïssaoui et Amar Bahloul, le 10 avril, pour « manquement à l'obligation de réserve »,.
Ces deux membres sont toutefois réhabilités dans leurs fonctions par le Tribunal arbitral du sport (TAS) algérien, ce qui leur permet de participer à l'Assemblée générale ordinaire du 16 juin,. Lors de cette AGO, qui se déroule dans une ambiance tendue notamment marquée par des altercations entre dirigeants,, Charaf-Eddine Amara dépose définitivement sa démission et fait adopter, malgré certains remous en amont à cause d'un déficit budgétaire important,,, les bilans moral et financier par la majorité des membres présents à quelques exceptions près comme celles d'Aïssaoui, de Bahloul et du représentant du Paradou AC, qui votent contre,,.
Le président de la Fédération Algérienne de Football Walid Sadi, élu le 21 Septembre 2023, est nommé ministre des Sports le 18 novembre 2024.
.

## Hiérarchisation des compétitions
Les compétitions sont régies par la FAF, la fédération algérienne de football. Il existe trois divisions de football de niveau national et en dessous plusieurs subdivisons de niveaux régionaux, liés aux différentes régions d'Algérie. Le tableau ci-dessous illustre cette hiérarchisation. À la fin de la saison, les équipes peuvent monter ou descendre d'une division. Le champion d'une série peut monter directement au niveau supérieur. Dans les échelons inférieurs les autres équipes disputent un tour final sorte de play off pour accéder au niveau supérieur ou pour éviter la descente. Quand une même division compte plusieurs séries, les clubs sont le plus souvent répartis en fonction de leur situation géographique.
Les compétitions de niveau un et deux sont organisées par la Ligue de football professionnel, celles de niveau trois par la Ligue nationale du football amateur, celles de niveau quatre par la Ligue inter-régions de football et celles de niveau cinq et six par les ligues régionales de football, et les niveaux de plus que sept sont organisés par les ligues de wilayas de football et les ligues communales de football.
| Niveau                              | Niveau                          | Division                                                                                         | Division                                                                                         | Division                                                                                         | Division                                                                                         | Division                                                                                         | Division                                                                                         | Division                                                                                         | Division                                                                                         | Division                                                                                         |
| Ligue de Football Professionnel     | Ligue de Football Professionnel | Ligue de Football Professionnel                                                                  | Ligue de Football Professionnel                                                                  | Ligue de Football Professionnel                                                                  | Ligue de Football Professionnel                                                                  | Ligue de Football Professionnel                                                                  | Ligue de Football Professionnel                                                                  | Ligue de Football Professionnel                                                                  | Ligue de Football Professionnel                                                                  | Ligue de Football Professionnel                                                                  |
| ----------------------------------- | ------------------------------- | ------------------------------------------------------------------------------------------------ | ------------------------------------------------------------------------------------------------ | ------------------------------------------------------------------------------------------------ | ------------------------------------------------------------------------------------------------ | ------------------------------------------------------------------------------------------------ | ------------------------------------------------------------------------------------------------ | ------------------------------------------------------------------------------------------------ | ------------------------------------------------------------------------------------------------ | ------------------------------------------------------------------------------------------------ |
| 1                                   | 1                               | Ligue 1 professionnelle 16 clubs                                                                 | Ligue 1 professionnelle 16 clubs                                                                 | Ligue 1 professionnelle 16 clubs                                                                 | Ligue 1 professionnelle 16 clubs                                                                 | Ligue 1 professionnelle 16 clubs                                                                 | Ligue 1 professionnelle 16 clubs                                                                 | Ligue 1 professionnelle 16 clubs                                                                 | Ligue 1 professionnelle 16 clubs                                                                 | Ligue 1 professionnelle 16 clubs                                                                 |
| Ligue Nationale de Football Amateur |                                 |                                                                                                  |                                                                                                  |                                                                                                  |                                                                                                  |                                                                                                  |                                                                                                  |                                                                                                  |                                                                                                  |                                                                                                  |
| 2                                   | 2                               | Ligue 2 32 clubs / 2 groupes                                                                     | Ligue 2 32 clubs / 2 groupes                                                                     | Ligue 2 32 clubs / 2 groupes                                                                     | Ligue 2 32 clubs / 2 groupes                                                                     | Ligue 2 32 clubs / 2 groupes                                                                     | Ligue 2 32 clubs / 2 groupes                                                                     | Ligue 2 32 clubs / 2 groupes                                                                     | Ligue 2 32 clubs / 2 groupes                                                                     | Ligue 2 32 clubs / 2 groupes                                                                     |
| 2                                   | 2                               | Groupe Centre Ouest 16 clubs                                                                     | Groupe Centre Ouest 16 clubs                                                                     | Groupe Centre Ouest 16 clubs                                                                     | Groupe Centre Ouest 16 clubs                                                                     | Groupe Centre Ouest 16 clubs                                                                     | Groupe Centre Est 16 clubs                                                                       | Groupe Centre Est 16 clubs                                                                       | Groupe Centre Est 16 clubs                                                                       | Groupe Centre Est 16 clubs                                                                       |
| Ligue Inter-Région de Football      |                                 |                                                                                                  |                                                                                                  |                                                                                                  |                                                                                                  |                                                                                                  |                                                                                                  |                                                                                                  |                                                                                                  |                                                                                                  |
| 3                                   | 3                               | Division Amateur 96 clubs / 6 groupes                                                            | Division Amateur 96 clubs / 6 groupes                                                            | Division Amateur 96 clubs / 6 groupes                                                            | Division Amateur 96 clubs / 6 groupes                                                            | Division Amateur 96 clubs / 6 groupes                                                            | Division Amateur 96 clubs / 6 groupes                                                            | Division Amateur 96 clubs / 6 groupes                                                            | Division Amateur 96 clubs / 6 groupes                                                            | Division Amateur 96 clubs / 6 groupes                                                            |
| 3                                   | 3                               | Groupe Ouest 16 clubs                                                                            | Groupe Ouest 16 clubs                                                                            | Groupe Centre Ouest 16 clubs                                                                     | Groupe Centre Est 16 clubs                                                                       | Groupe Centre Est 16 clubs                                                                       | Groupe Est 16 clubs                                                                              | Groupe Sud-ouest 16 clubs                                                                        | Groupe Sud-est 16 clubs                                                                          | Groupe Sud-est 16 clubs                                                                          |
| Ligues Régionales de Football       |                                 |                                                                                                  |                                                                                                  |                                                                                                  |                                                                                                  |                                                                                                  |                                                                                                  |                                                                                                  |                                                                                                  |                                                                                                  |
| 4                                   | R I (D4)                        | Ligue d'Oran 16 clubs                                                                            | Ligue de Saïda 16 clubs                                                                          | Ligue de Blida 16 clubs                                                                          | Ligue d'Alger 16 clubs                                                                           | Ligue de Batna 16 clubs                                                                          | Ligue de Annaba 16 clubs                                                                         | Ligue de Constantine 16 clubs                                                                    | Ligue de Ouargla 16 clubs                                                                        | Ligue de Béchar 16 clubs                                                                         |
| 4                                   | R II (D5)                       | Régionale II (18 groupes de Ligues de 16 clubs)                                                  | Régionale II (18 groupes de Ligues de 16 clubs)                                                  | Régionale II (18 groupes de Ligues de 16 clubs)                                                  | Régionale II (18 groupes de Ligues de 16 clubs)                                                  | Régionale II (18 groupes de Ligues de 16 clubs)                                                  | Régionale II (18 groupes de Ligues de 16 clubs)                                                  | Régionale II (18 groupes de Ligues de 16 clubs)                                                  | Régionale II (18 groupes de Ligues de 16 clubs)                                                  | Régionale II (18 groupes de Ligues de 16 clubs)                                                  |
| Ligues de Wilayas de Football       |                                 |                                                                                                  |                                                                                                  |                                                                                                  |                                                                                                  |                                                                                                  |                                                                                                  |                                                                                                  |                                                                                                  |                                                                                                  |
| 5                                   | 5                               | 48 Ligues de wilayas de Football Division d'Honneur (D6) (16 clubs) et Division Pré-Honneur (D7) | 48 Ligues de wilayas de Football Division d'Honneur (D6) (16 clubs) et Division Pré-Honneur (D7) | 48 Ligues de wilayas de Football Division d'Honneur (D6) (16 clubs) et Division Pré-Honneur (D7) | 48 Ligues de wilayas de Football Division d'Honneur (D6) (16 clubs) et Division Pré-Honneur (D7) | 48 Ligues de wilayas de Football Division d'Honneur (D6) (16 clubs) et Division Pré-Honneur (D7) | 48 Ligues de wilayas de Football Division d'Honneur (D6) (16 clubs) et Division Pré-Honneur (D7) | 48 Ligues de wilayas de Football Division d'Honneur (D6) (16 clubs) et Division Pré-Honneur (D7) | 48 Ligues de wilayas de Football Division d'Honneur (D6) (16 clubs) et Division Pré-Honneur (D7) | 48 Ligues de wilayas de Football Division d'Honneur (D6) (16 clubs) et Division Pré-Honneur (D7) |